# Форд-Сіті (Каліфорнія)
Форд-Сіті (англ. Ford City) — переписна місцевість (CDP) в США, в окрузі Керн штату Каліфорнія. Населення — 4348 осіб (2020).

## Географія
Форд-Сіті розташований за координатами 35°9′53″ пн. ш. 119°27′30″ зх. д. / 35.16472° пн. ш. 119.45833° зх. д. (35.164735, -119.458400).  За даними Бюро перепису населення США в 2010 році переписна місцевість мала площу 3,97 км², уся площа — суходіл.

## Демографія
Згідно з переписом 2010 року, у переписній місцевості мешкало 4278 осіб у 1260 домогосподарствах у складі 944 родин. Густота населення становила 1076 осіб/км².  Було 1426 помешкань (359/км²).
Расовий склад населення:
| - 63,9 % — білих - 3,6 % — корінних американців - 0,8 % — азіатів - 0,7 % — вихідців з тихоокеанських островів - 0,7 % — чорних або афроамериканців - 26,0 % — осіб інших рас |

До двох чи більше рас належало 4,2 %. Частка іспаномовних становила 46,1 % від усіх жителів.
За віковим діапазоном населення розподілялося таким чином: 31,6 % — особи молодші 18 років, 60,2 % — особи у віці 18—64 років, 8,2 % — особи у віці 65 років та старші. Медіана віку мешканця становила 27,4 року. На 100 осіб жіночої статі у переписній місцевості припадало 110,1 чоловіків;  на 100 жінок у віці від 18 років та старших — 113,0 чоловіків також старших 18 років.
Середній дохід на одне домашнє господарство  становив 44 505 доларів США (медіана — 31 112), а середній дохід на одну сім'ю — 47 570 доларів (медіана — 34 135). Медіана доходів становила 45 000 доларів для чоловіків та 31 129 доларів для жінок. За межею бідності перебувало 40,9 % осіб, у тому числі 49,5 % дітей у віці до 18 років та 25,0 % осіб у віці 65 років та старших.
Цивільне працевлаштоване населення становило 1634 особи. Основні галузі зайнятості: сільське господарство, лісництво, риболовля — 35,1 %, освіта, охорона здоров'я та соціальна допомога — 17,4 %, мистецтво, розваги та відпочинок — 10,0 %, науковці, спеціалісти, менеджери — 7,5 %.